# Дом (телеканал)
Дом (укр. Дім) — украинский государственный информационно-развлекательный телеканал, ранее вещавший на русском языке. Редакция и передающий центр расположены в Краматорске. Целевая аудитория — жители неподконтрольных территорий Украины: Донбасса и Крыма.

## История создания канала
Хотя телеканал изначально создавался для вещания исключительно для неподконтрольных властям Украины Донбасса и Крыма, на практике эфирное вещание телеканала принимается и других регионах. Вещание ведется также в YouTube-канале.
Канал является одним из двух новых каналов, созданных на базе бывшего иновещания UATV: информационно-развлекательный «Дом/Дім» и новостной.
О запуске телеканала сообщалось неоднократно, но дата все время менялась. Сначала называлась дата 15 февраля, затем запуск перенесли на 1 марта. 19 марта 2020 года Нацсовет Украины по вопросам телевидения и радиовещания дал разрешение на вещание на оккупированных территориях на стандартный срок в один год (до 19 марта 2021 года).
Концепция и идеология
Представители телеканала заявили, что целью телеканала является «возвращение жителей оккупированных территорий к культурной, политической и общественной повестке дня Украины».
Российский актёр и режиссёр телесериала «Слуга народа» Алексей Кирющенко помогал формировать концепцию канала и в марте 2020 года в интервью украинским СМИ заявил, что главной концепцией канала является тема примирения и поиск общих ценностей и отметил, что «на канале нет концепции войны. Нужно прекращать борьбу то за Запад, то за Восток. Надо душить добром и искать общие ценности, [общих] героев».
Президент Зеленский в апреле 2020 года заявил, что его достижением стало создание телеканала «Дом» «с проукраинским информационным и развлекательным контентом» с помощью которого «на оккупированной территории Донбасса распространяются украинские нарративы и правдивая информация об Украине».
В августе 2021 года Владимир Зеленский выступил с идей общенационального вещания телеканала, чтобы его могли смотреть 1,5 млн переселенцев. Вскоре после этого телеканал потратил более 30 млн гривен на общенациональную и крупномасштабную рекламу самого себя (для сравнения реклама UATV за тот год обошлась лишь 320 тыс. гривен), сами закупки проходили без конкурса.
24 февраля 2022 года во время Вторжения России на Украину ретранслировался эфир телеканала Рада с перерывом на Новости Украины, а 26 февраля 2022 ретранслировал марафон Единые новости. 12 сентября 2022 года вышел на самостоятельное вещание.

## Структура

### Бюджет и подчинение
После создания телеканала 1 марта 2020 года, на 10 месяцев 2020 года бюджет канала составлял 257 млн грн. (как и в случае с предшественником UATV, бюджет для канала предоставлялся правительством Украины как часть бюджета государственного информагентства «Укринформ»).
После создания телеканала 1 марта 2020 года он подчинялся напрямую Министерству культуры и информационной политики. В июне 2020 года стало известно, что продолжается процесс передачи телеканала «Дом/Дім» от министерства культуры в министерство по вопросам реинтеграции временно оккупированных территорий.
Верховная Рада позволила ряду государственных предприятий, включая «Дом», участвовавших в подготвоке к празднованию тридцатилетия независимости страны поменять правила госзакупок.

### Руководство канала
Должность гендиректора вакантна, на неё продолжается конкурс. По состоянию на 2020 год исполняющей обязанности генерального директора канала является Юлия Островская, которая ранее работала директором по производству студии «Квартал 95».

### Ведущие новостей и телепрограмм
В марте 2020 года на канал Дом/Дім перевели ведущих с каналов «ZIK» и «112 Украина» — Николая Сырокваша и Анну Нитченко. Кроме этого в марте 2020 года ещё одним ведущим новостей телеканала стал Андрей Джеджула. К июню 2020 года к каналу присоединились ещё два ведущих новостей — Светлана Леонтьева и Дарья Вершиленко.
Впоследствии в мае-июне 2020 года для ведения телепрограмм на канал пригласили ряд других ведущих тележурналистов — Милену Амеди (телепрограмма «А как дома? Крым»), Ирину Твердовскую (телепрограмма «Официальный разговор»), Алексея Мацуки (телепрограммы «А как дома? Донбасс» и «На самом деле. Донбасс») Олега Борисова (телепрограммы «На самом деле. Крым» и «5 вопросов на злобу дня») Татьяну Попову (телепрограмма «На самом деле. Мир»), и Дмитрия Симанского (Телепрограмма «на самом деле. Крым»).
Ведущие новостей
- Николай Сырокваш — до этого ведущий утренней программы «112 минут» на телеканале «112 Украина»
- Анна Нитченко — до этого ведущая на каналах «Obozrevatel TV», «ТВі», «4 канал», «ZIK».
- Андрей Джеджула[укр.] — шоумен, актёр и радио и телеведущий
- Светлана Леонтьева (ранее — ведущая телеканалов «Интер» и «UA: Первый»)
- Дарья Вершиленко (ранее — ведущая русской редакции UATV).

Ведущие телепрограмм
- Олег Борисов (ранее ведущий телеканала ATR)
- Дмитрий Симанский (псевдо Дмитрий Крикун) — до этого член Информационного совета при Главе УГКЦ, ведущий на каналах «Эра»/«Радио Эра» и ТОНИС, на радио «Континент»; экс-член политсовета партии «УКРОП»
- Милена Амеди (ранее ведущая телеканала ATR)
- Ирина Твердовская — до этого пресс-секретарь партии «Самопомощь», сотрудница офиса коммуникаций КМУ, журналистка СТБ, основательница и генеральный продюсер телеканала Первый автомобильный, автор и ведущая программы «Экипаж» на телеканале K1/Первый автомобильный
- Алексей Мацука — до этого журналист и основатель интернет-издания «Новости Донбасса»
- Татьяна Попова — до этого ведущая на канале «Obozrevatel TV» и бывший заместитель министра информационной политики Украины (2015—2016)

## Содержание канала
«Дом» является развлекательно-информационным каналом: 23 часа в сутки идет вещание развлекательного национального контента, 1 час в сутки — информационно-аналитических программ собственного производства. Развлекательный контент предоставляют «1+1 Media» (включая контент студии «Квартал 95», который занимает примерно 15 % от всего контента канала), «StarLightMedia», «Inter Media Group» и «Медиа Группа Украина».
Кроме выпусков новостей собственного производства, на канале выходят несколько телепередач-проектов:
- А как там дома…? (укр. А як там вдома …)
  - А как там дома Донбасс? (укр. А як там вдома Донбас)
  - А как там дома Крым? (укр. А як там вдома Крим)
- На самом деле…? (укр. Насправді…)
  - На самом деле. Донбасс? (укр. Насправді. Донбас)
  - На самом деле. Крым? (укр. Насправді. Крим)
  - На самом деле. Мир? (укр. Насправді. Світ)
  - На самом деле. Россия? (укр. Насправді. Росія)
  - На самом деле. Украина? (укр. Насправді. Україна)
- 5 вопросов на злобу дня (укр. 5 питань па тему дня)
- Официальный разговор (укр. Офіційна розмова)
- Утро дома (укр. Ранок дому)

Телеканал планирует полностью выйти на собственное производство к 2022 году.

## Язык канала
Канал вещает на русском и эпизодически украинском (одновременно, а не отдельными аудиодорожками); во время презентации телеканала в марте 2020 года создатели канала не объясняли, каким будет соотношение языков. Заместитель председателя Комитета Верховной рады по вопросам гуманитарной и информационной политики Никита Потураев заявил, что у команды «не стоит вопрос, на каком языке будет вещать канал, ведущие и гости будут общаться как на русском, так и на украинском».
Де-факто телеканал «Дом» является почти полностью русскоязычным. Де-юре создатели в марте 2020 года на презентации заявляли, что соотношение украинского и русского языков на канале будет 50/50, но по факту весь развлекательный контент выходит на русском. Единственные случаи, когда на телеканале появляется украинский язык — это в выпусках новостей, где синхроны украиноязычных комментаторов не дублируют на русском. Хотя уже для собственных телепередач и интервью — оригинальный украинский язык собеседников дублируется на русском.

## Покрытие и распространение канала
Канал создавался как «телеканал для оккупированных территорий», но вскоре стал общенациональным телеканалом. Его вещание ведется как на неподконтрольных Украиной территориях, так и на смежные с ними районы, районы вдоль границы с Россией или другими странами, из которых вещают в эфире российские телеканалы и радиостанции (такими территориями, например, есть Беларусь, Молдова и т. д), то есть в более чем половине областей Украины.
1 марта 2021 канал начал спутниковое вещание со спутника Astra-4A (4,8 гр.в. д.), частота 12130.
Исполняющий обязанности директора телеканала Юлия Островская сообщила в апреле 2020 года, что сигнал телеканала уже транслируется с 10 передатчиков (6 цифровых и 4 аналоговых). По состоянию на март 2020 года канал транслировался в кабельных сетях на неподконтрольных территориях ОРДЛО из следующих областей.

## Аналоговое вещание
- Донецкая область: Покровск (37 ТВК), Горняк (30 ТВК)
- Луганская область: Бахмутовка (31 ТВК)
- Херсонская область: Чаплинка (25 ТВК), Чонгар (8 ТВК)

## Цифровое вещание
- Донецкая область: Волноваха (22 ТВК)[6], Горняк (57 ТВК), Волноваха (5 ТВК), Горняк (6 ТВК), Краматорск (8 ТВК), Мариуполь (5 ТВК)
- Луганская область: Бахмутовка (40 ТВК, замена на 41 ТВК), Подгоровка (Старобельск) (12 ТВК), Попасная (Камышеваха) (41 ТВК), Широкий (5 ТВК)
- Херсонская область: Скадовск (51 ТВК), Чаплинка (51 ТВК), Чонгар (50 ТВК, замена на 51 ТВК)

Лицензионные особенности: в городах выделенных курсивом, вещание заменено на UATV, поскольку в эфире канала есть контент медиагрупп, параллельная трансляция которого может отрицательно повлиять на рейтинги медиагрупп

## Консультанты с телеканала «112 Украина» и Студии «Квартал 95»
Консультантами телеканала стали режиссёр телесериала «Слуга народа» Алексей Кирющенко и ведущие политического шоу «Пульс» на телеканале 112 Украина (принадлежит лицам, приближённым к Виктору Медведчуку) Владимир Полуев и Анна Степанец. Такие назначения вызвали недовольство среди коллектива UATV, на базе которого создавался телеканал. UATV — украинский телеканал иновещания, создан на базе государственного агентства «Укринформ». Из-за сотрудничества с телеканалом «112 Украина», с UATV уволилось две трети работников.

## Отсутствие заявленных ~50 % украиноязычного контента
16 марта 2020 года YouTube-канал «UATV по-русски», имевший 95 тыс. подписчиков, был переименован в «Телеканал ДОМ», где создатели начали выкладывать выпуски новостей телеканала. Несмотря на заявления о двуязычии, весь контент на YouTube — русскоязычный.
Свои страницы в социальных сетях, в частности страницу в Facebook, телеканал тоже ведет исключительно на русском языке, канал не размещает никаких постов на украинском.

## Влияние
Передачи телеканала цитируют ведущие мировые СМИ. Так, 4 августа 2021 года Русская служба Би-би-си разместила на своем сайте запись интервью Владимира Зеленского о перспективах прекращения военного конфликта в Донбассе, BBC, 4.08.2021.